# Панское-2
Панское-2 — деревня в Починковском районе Смоленской области России. Входит в состав Лосненского сельского поселения. Население — 6 жителей (2007 год). 
Расположена в центральной части области в 17 км к северо-западу от Починка, в 9 км восточнее автодороги А141 Орёл — Витебск, на берегу реки Лосна. 

## История
В годы Великой Отечественной войны деревня была оккупирована гитлеровскими войсками в июле 1941 года, освобождена в сентябре 1943 года.

## Транспорт
В 0,5 км юго-восточнее деревни расположена железнодорожная станция «Панская» на линии Колодня — Рославль, открытая в 1907 году.